# Petropávlovskaya (Krasnodar)
Petropávlovskaya (del ruso: Петропавловская), es una stanitsa del raión de Kurgáninsk del krai de Krasnodar, en Rusia. Está situada a orillas del río Chamlyk, tributario del Labá, afluente del Kubán, 25 km al norte de Kurgáninsk y 115 km al este de Krasnodar. Tenía 6 683 habitantes en 2010
Es cabeza del municipio Petropávlovskoye, al que pertenecen asimismo Séverni y Pervomaiski.

## Historia
La localidad fue fundada en 1845. Hasta 1920 perteneció al otdel de Labinsk del óblast de Kubán. Entre 1924 y 1929 fue centro administrativo del raión de Petropávlovskaya.

## Evolución demográfica
| 2002  | 2010  |
| ----- | ----- |
| 6 547 | 6 683 |

## Transporte
Por la localidad pasa la carretera Kurgáninsk-Ust-Labinsk. La estación de ferrocarril más cercana se halla en Kurgáninsk.

## Personalidades
- Iván Sorokin (1884-1918), militar ruso y soviético.